# Runner's World
A Runner's World é uma revista mensal dedicada ao atletismo editada pela Rodale Press, nos EUA.
Lançada originalmente em 1966 por Bob Anderson sob o título Distance Running News que a editou a partir da sua própria casa em Manhattan (Kansas).Em 1969 alterou o nome da revista para Runner's World. Colocando Joe Henderson como editor-chefe e localizando os escritórios de edição em Mountain View (Califórnia) a revista prosperou durante a década de 1970 apesar da concorrência da The Runner, Running e Running Times.
Robert Rodale da Rodale Press adquiriu a revista no início da década de 1980 mudando os escritórios em Emmaus (Pensilvânia). Joe Henderson não se mudou para Emmaus, e abdicou do lugar como editor, apesar de ter continuado associado à revista até 2003. Pouco após a compra da Runner's World, a Rodale comprou The Runner, fundindo ambas sob o nome da primeira e mantendo alguns escritores, incluindo Amby Burfoot que se tornou editor, cargo que manteve até 2003.
Desde o início da década de 1990 a revista internacionalizou-se, contando actualmente com aproximadamente uma dezena de edições internacionais, publicadas ou como joint venture ou com acordos de licenciamento com editoras de outros países.

## Brasil
No Brasil e revista era editada pela Editora Abril até o inicio de 2015, quando a empresa não renovou o contrato e assim, a marca passou para a Editora Rocky Mountain.